# 1489 az irodalomban
Az 1489. év az irodalomban.

## Halálozások
- október 4. – Wessel Gansfort (Johan Wessel néven is ismert) németalföldi teológus, humanista (* 1419)[1][2]

- 1489 (vagy 1488) – Thuróczi János 15. századi magyar történetíró (* 1435 ?)